# Lejla Durmić
Lejla Durmić (Tuzla, 20 marzo 1971) è un'ex cestista bosniaca, fino al 1991 jugoslava.

## Carriera
Con la Bosnia ed Erzegovina ha disputato i Campionati europei del 1997.